# Terrence Rogers
Terrence Rogers (ur. 26 grudnia 1978) – anguilski piłkarz występujący na pozycji pomocnika, reprezentant Anguilli, w której to grał w 2004 roku oraz od 2010 roku do chwili obecnej.

## Kariera klubowa
Rogers karierę klubową rozpoczął w 2004 roku w rodzimym klubie Roaring Lions, którego barwy reprezentuje do dzisiaj.

## Kariera reprezentacyjna
Rogers grał w reprezentacji w 2004, a następnie od 2010 roku. Wystąpił w sześciu oficjalnych meczach, strzelając jednego gola.